# 129177 Jeanneeha
129177 Jeanneeha este o planetă minoră (asteroid), cu un diametru de 3,627 km, din centura de asteroizi. A fost descoperită pe 2 iunie 2005 la Catalina Station⁠(d) de Catalina Sky Survey. 
Obiectul prezintă o orbită caracterizată de o semiaxă mare de 3,0369465449796 UAi, o excentricitate de 0,1, o înclinație de 9,7 ° în raport cu ecliptica.